# Lohnsetzungsfunktion
Die Lohnsetzungsfunktion stellt den Zusammenhang zwischen dem Reallohn und der Arbeitslosenquote dar.
Die Lohnsetzungfunktion und die Preissetzungsfunktion bilden zusammen das AS-AD-Modell. Die Lohnsetzungsfunktion hat Einfluss auf das gesamtwirtschaftliche Angebot.

## Grundlagen zur Festsetzung von Löhnen
Die Höhe der Löhne wird überwiegend in Verhandlungen der Tarifparteien, meist Arbeitgeberverbänden und Gewerkschaften durch Tarifvertrag geregelt. Anderenfalls erfolgt die Festsetzung über die Höhe der Löhne in individuellen Verhandlungen zwischen den Arbeitgebern und Beschäftigten.
Entscheidend für die Festlegung der Entlohnung ist die Ausbildung sowie die mit der Tätigkeit im Zusammenhang stehenden Anforderungen. Mit Zunahme der Qualifikation und Aufgabengebiete steigt der dafür zu zahlende Lohn eines Arbeitgebers.
Weiterhin ist die Höhe des vereinbarten Lohnes abhängig von den Kosten und der Lage am Arbeitsmarkt. Sofern eine hohe Arbeitslosenquote herrscht, ist es für den Arbeitgeber leicht neues Personal zu rekrutieren. Arbeitnehmer hingegen haben es schwer, eine adäquate Anstellung zu finden. Die Festsetzung hoher Löhne durch den Arbeitnehmer wird in den oben genannten Fall kaum zu erzielen sein. Bei Betrachtung des Faktors Kosten geht es um den Preis, den ein Unternehmen zahlt, wenn es Mitarbeiter verliert. Durch den Verlust von wichtigen Know-how sind Lohnforderungen leichter durchsetzbar. Ein weiterer Aspekt für die Bestimmung der Höhe des Lohnes ist der Reservationslohn. Dieser geht aus Abwägentscheidungen der einzelnen Individuen hervor. Der festgesetzte Lohn sollte den Reservationslohn übersteigen.
Die Höhe der Löhne, die Beschäftigungs- und Arbeitslosenquote wird in der Wechselwirkung von Lohnsetzung und Preissetzung bestimmt.

## Lohnsatz
Der Lohnsatz ist der Preis, den ein Arbeitnehmer mit seiner Arbeit erzielt. Dabei ist der Nominallohnsatz ein absoluter, nicht inflationsbereinigter Lohn. Dieser hängt von den Preiserwartungen, der Arbeitslosenquote sowie einer Sammelvariable ab. Die Sammelvariable erfasst alle Faktoren, die den Lohnsatz und die Arbeitslosenquote beeinflussen. Die Nominallöhne werden nicht angepasst, wenn das tatsächliche Preisniveau von dem erwarteten Preisniveau abweicht. Der Reallohnsatz stellt den inflationsbereinigten Lohnsatz dar. Er ist der an der Kaufkraft gemessene Lohn.

## Variablen der Lohnsetzungsfunktion
Das Ergebnis der Verhandlungsprozesse spiegelt sich in der Lohnsetzungsfunktion wider:
{\displaystyle W={P}^{e}\cdot {F(u,z)}}
Die Variable W stellt den aggregierten Lohnsatz und somit den durchschnittlichen Lohn in Geldeinheiten dar. Dabei hängt der Nominallohn positiv von den Preiserwartungen ({\displaystyle P^{e}}), negativ von der Arbeitslosenquote (u) und positiv von der Sammelvariablen (z) ab.
Die Lohnsetzungsfunktion erfasst einen Zusammenhang zwischen negativer Arbeitslosenquote und Reallohn. Der Reallohn ist umso geringer, je höher die Arbeitslosenquote ist. Durch eine hohe Anzahl von Erwerbslosen verschlechtert sich die Verhandlungsbasis der Arbeitnehmer. Dies hat einen Rückgang des Reallohns zur Folge.
Grafisch wird die Lohnsetzungsfunktion in Form einer fallenden Kurve WS (WS= wage setting) abgebildet.

### Preiserwartungen
Entscheidend für Vertragsverhandlungen ist der Reallohn. Die Arbeitnehmer interessieren sich insofern nicht dafür, wie viel Geld sie für ihre Arbeit erhalten, sondern was sie sich von ihrem Lohn kaufen können. Für die Unternehmer ist das Verhältnis des Nominallohns zum Preis der produzierten Güter (Reallohn) ausschlaggebend.
Ein steigendes Preisniveau veranlasst den Arbeitnehmer, Forderungen nach höheren Nominallöhnen zu stellen. Die Unternehmer werden bewegt höhere Löhne zu zahlen. Eine Verdopplung des Preisniveaus führt daher zu einer Verdopplung der Nominallöhne.

### Arbeitslosenquote
Das negative Vorzeichen der Arbeitslosenquote bringt zum Ausdruck, dass ein Anstieg der Arbeitslosenquote eine Senkung der Nominallöhne zur Folge hat. Mit der Erhöhung der Erwerbslosenzahl wird die Verhandlungsbasis der Arbeitnehmer in Tarifverhandlungen geschwächt. Die Arbeitnehmer sind gezwungen die Reduzierung der Löhne zu akzeptieren.

### Sammelvariable
Es werden alle Faktoren erfasst, die Einfluss auf die Arbeitslosenquote bzw. auf das erwartete Preisniveau haben. Das können u. a. institutionelle Regelungen sein. Einfluss auf die Sammelvariable haben u. a. die Höhe des Arbeitslosengeldes und Arbeitslosenversicherung, der gesetzliche Mindestlohn sowie Regelungen über den Kündigungsschutz.

## Auswirkung
Es lässt sich feststellen, dass eine Erhöhung des Arbeitslosengeldes den Reservationslohn erhöht. Dies hat einen Anstieg der Löhne bei gegebener Arbeitslosenquote zur Folge. Die Arbeitslosenversicherung ermöglicht es daher den Arbeitslosen, höhere Löhne zu fordern.
"Bei gegebener Arbeitslosenquote führt ein höheres Arbeitslosengeld zu einem Anstieg der Löhne".
Ähnliche Auswirkungen spiegeln sich bei einer Erhöhung der gesetzlichen Mindestlöhne wider.
Verbesserte Regelungen über den Kündigungsschutz, die es für Unternehmen teuer machen, Arbeitskräfte zu entlassen stärken die Verhandlungsbasis der Beschäftigten. Der Lohnsatz steigt ebenfalls bei gegebener Arbeitslosenquote.